# Niet-bewoonde woning
Een niet-bewoonde woning is in de statistieken van het CBS een woning die niet wordt bewoond door iemand die als bewoner in het bevolkingsregister is ingeschreven. Op 1 januari 2009 betrof dit bijna 6% van de woningvoorraad in Nederland.
Het gaat dan om:
- Leegstaande woningen,
- Woningen die als tweede huis worden gebruikt,
- Woningen die tijdelijk of illegaal worden bewoond,
- Woningen die anders dan als woning worden gebruikt, bijvoorbeeld als praktijkruimte, als wietplantage, enz.

Vooral kustgemeenten en andere toeristenbestemmingen scoren een hoog percentage niet-bewoonde woningen, omdat daar vaak een woning als "tweede huis" wordt aangehouden. Het Zeeuwse Sluis telt bijna 22% "niet-bewoonde woningen" (1 januari 2009). Ook de Waddeneilanden en Den Haag (Scheveningen en Kijkduin) scoren erg hoog.
Het gebeurt ook wel, dat een van de partners officieel op het adres van het tweede huis is ingeschreven; dan valt de woning buiten deze categorie.